# Stålberget och Frostkågemarken
Stålberget och Frostkågemarken är en av SCB avgränsad och namnsatt småort i Skellefteå kommun, Västerbottens län. Småorten omfattar bebyggelse i Stålberget och Frostkågemarken i Byske socken.